# Hōjō Ujiyasu
Hōjō Ujiyasu (北条 氏康?; 1515 – 21 ottobre 1571) fu figlio di Hōjō Ujitsuna e daimyō del clan Hōjō. Sua moglie fu Suikeiin, sorella di Imagawa Yoshimoto.

## Primi anni e ascesa
Dopo la morte del padre nel 1541, numerosi nemici degli Hōjō colsero l'opportunità di assaltare le maggiori roccaforti Hōjō. Due fazioni Uesugi unite con il Koga kubō attaccarono Kawagoe nel 1542 in uno scontro notturno ancora celebrato dagli annuali dei militari giapponesi. "Il risultato fu una completa sconfitta degli Uesugi e del contingente Koga. Da quel giorno il clan Hōjō iniziò una serie di trionfi, a cominciare dalla distruzione della famiglia Uesugi."

## Assedio di Kawagoe
Ōgigayatsu Tomosada tentò senza successo di conquistare il castello di Edo, e pochi anni dopo, nel 1545, un'armata guidata da Ashikaga Haruuji (足利 晴氏?) e Uesugi Norimasa assediò il castello di Kawagoe (vedi Assedio di Kawagoe). Hōjō Tsunashige (北条 綱成?), figliastro del fratello di Ujiyasu, Tamemasa (北条 為昌?), ed il genero di Ujitsuna, furono in inferiorità numerica di 3.000 contro 80.000 mentre Ujiyasu guidava una forza di rinforzo di 8.000 soldati. Ujiyasu riuscì a far passare un samurai in mezzo alle linee nemiche per informare Tsunashige dell'avvicinamento dei nemici, e fece uso di ninja per conoscere le strategie nemiche. Con molta audacia guidò un attacco notturno alle forze Ashikaga-Uesugi. Nonostante fossero in elevata inferiorità numerica, l'armata Hōjō sconfisse gli assedianti poiché su ordine di Ujiyasu non furono indossate armature pesanti e nessuno si fermò a raccogliere teste-trofei. Questa battaglia portò alla fine del ramo Ōgigayatsu del clan Uesugi e distrusse il prestigio di Norimasa del ramo Yamanouchi-Uesugi come Kantō Kanrei (vice-shogun del Kantō) della regione, almeno fino all'arrivo di Uesugi Kenshin.
Alleatosi con Takeda Shingen nel 1563, conquistarono il castello di Matsuyama nella provincia di Musashi.

## Battaglia di Konodai e conflitto con Shingen
Hōjō Ujiyasu espanse i territori Hōjō, che ora coprivano cinque province, gestendo e mantenendo quello che il padre ed il nonno avevano conquistato. Conquistò Kōnodai nel 1564 dopo una battaglia contro Satomi Yoshihiro. Verso la fine dei suoi anni iniziò un conflitto più grande tra il suo clan e Takeda Shingen, che voleva diventare il più grande daimyō di quel tempo.
In risposta all'invasione Hōjō della provincia di Suruga, Shingen entrò nella provincia di Musashi dal Kai, attaccando Hachigata ed il castello di Takiyama, dove i figli di Ujiyasu lo respinsero. Tuttavia, nonostante avesse diverse fortezze nemiche intatte dietro alla sua armata, Shingen si spinse fino alla roccaforte Hōjō di Odawara, bruciando la città attorno al castello e ritirandosi dopo tre giorni (vedi Assedio di Odawara). Due dei sette figli di Ujiyasu si scontrarono con i Takeda nella battaglia di Mimasetōge nel 1569, finendo così la prima campagna Takeda contro gli Hōjō.

## Morte
Per metter fine al periodo turbolento, Ujiyasu cercò di costruire una pace con Uesugi Kenshin e Takeda Shingen, gli avversari più forti degli Hōjō, lasciando adottare il suo settimo figlio da Kenshin e accettando il fatto compiuto del dominio di Shingen sulla provincia di Suruga. Per saldare l'alleanza tra i Takeda, Imagawa e Hōjō, Ujiyasu donò le sue due figlie ai due clan; lady Hayakawa divenne moglie di Imagawa Ujizane mentre lady Hōjō (Hōjō Masako) divenne la seconda moglie di Takeda Katsuyori.
Ujiyasu morì nel 1571, passando la guida del clan a suo figlio maggiore Ujimasa in una situazione relativamente favorevole.

## Figli
1. Hōjō Ujimasa
2. Hōjō Ujiteru
3. Hōjō Ujikuni
4. Hōjō Ujinori
5. Hōjō Ujitada
6. Hōjō Ujimitsu
7. Uesugi Kagetora